# Pusztaföldvár
Pusztaföldvár è un comune dell'Ungheria di 1 928 abitanti (dati 2001) . È situato nella contea di Békés.